# Інформаційна війна
Інформаці́йна війна́ (англ. information warfare) — ви́кладення інформації у спосіб, який формує у суспільстві чи групі людей потрібну точку зору, громадську думку, хід взаємодоповнюючих логічних думок, вичерпну  систему поглядів щодо окремих питань на користь організатора інформаційної пропаганди. Як наслідок, відбувається усвідомлення окремих фактів чи подій у потрібному для маніпулятора світлі, формування потрібного світогляду чи життєвої позиції стосовно питань, у яких раніше були протиріччя чи нерозуміння. У випадку відсутності протиріч і наявної сталої системи поглядів, завданням інформаційної війни є породження сумнівів, насівання протиріч та домислів в існуючі переконання. Розвиток людини влаштований так, що людина завжди шукає відповіді про турбуючі її питання, спірні питання, що є невід'ємною рисою безперервних процесів пізнання. У молодому віці, у мало освічених прошарках суспільства, ввиду м'якої несформованої свідомості та прогалин у знаннях, завданням інформаційної війни є їх закриття потрібною, надзвичайно легкою для засвоєння та логічною на перший погляд інформацією. Відповідно, із зростанням обізнаності зменшується вразливість, у такому випадку, інформаційна війна потребує більш складного підходу для породження сумнівів, використовує численні техніки перекручування інформації, наприклад, подання неправди з логічними доказами правдивості цих фактів, фальсифікованими дослідженнями та доказами у які жертва гіпотетично має повірити і прийняти їх як свої переконання.
Інформаційна війна можлива через природну потребу навіть дорослого організму у новій інформації (для закриття прогалин у знаннях, спростуванні чи підтвердженні породжених сумнівів, перевірці та детальному вивченні нових суперечливих фактів), тому, інформаційна вразливість притаманна всім суспільним прошаркам, освіченість суспільства лише визначає, наскільки вичерпною та розгорнутою має бути подана альтернативна інформація щоб здаватись правдивою. Для мінімізації критичного ставлення до нових фактів обов'язковою умовою для початку інформаційної війни є встановлення довіри до альтернативного джерела інформації, подача його як авторитетного, науково підтвердженого тощо. 
Антидотом у інформаційній війні є комплекс заходів під спільною узагальнюючою назвою інформаційна гігієна, який розкриває механізми боротьби з інформаційною війною, пояснює механізми інформаційної війни, розробляє протидію — від створення швидкого легкозасвоюваного «інформаційного цукру» на випередження, де простими словами пояснюється суть явища, до пояснення складних механізмів перевірки джерел інформації, виявлення фальшивих новин, загальноосвітня діяльність з акцентуванням уваги на можливе перекручування окремих фактів супротивником. 

## Різновиди
Інформаційна війна може включати в себе
- збір тактичної інформації,
- гарантування безпеки власних інформаційних ресурсів,
- поширення пропаганди або дезінформації, щоб деморалізувати військо та населення ворога,
- підрив якості інформації супротивника і попередження можливості збору інформації супротивником.

Часто ІВ ведеться в комплексі з кібер- та психологічною війнами з метою ширшого охоплення цілей, із залученням радіоелектронної боротьби та мережевих технологій.
Основним засобом ведення ІВ є інформаційна зброя, ведеться шляхом інформаційних операцій.

## Виникнення терміна
Виходячи зі змісту та ролі інформації у сучасному світі, американський дослідник М. Маклуен виводить цікаву тезу: «Істинно тотальна війна — це війна за допомогою інформації». Саме Маклуен першим проголосив, що в наш час економічні зв'язки і відносини все більше приймають форму обміну знаннями, а не обміну товарами. А засоби масової комунікації самі є новими «природними ресурсами», що збільшують багатства суспільства. Тобто боротьба за капітал, простори збуту та інше відходять на другий план, а головним постає доступ до інформаційних ресурсів, знань, що призводить до того, що війни ведуться вже більше в інформаційному просторі та за допомогою інформаційних видів озброєнь.
Вперше це поняття було закріплене в директиві Міністерства оборони США DOD S 3600.1 (від 21 грудня 1992 року), де воно вживалося у вузькому значенні і розглядалося як різновид радіоелектронної боротьби. В подальшому, в звіті американської корпорації «Ренд» MR-661-0SD «Strategic Information Warfare. А new face of War» (1996 p) вперше з'явився термін — «стратегічна інформаційна війна (інформаційне протиборство)». Вона визначалася як війна з використанням державного глобального інформаційного простору й інфраструктури для проведення стратегічних військових операцій і зміцнення впливу на власний інформаційний ресурс.
Різниця в перекладі слова «warfare», що може бути перекладене і як війна, і як боротьба, спричинила паралельне вживання понять «інформаційна війна» та «інформаційна боротьба (протиборство)». Друге поняття є широковживаним в Росії, де воно означає «суперництво соціальних систем в інформаційно-психологічній сфері з приводу впливу на ті чи інші сфери соціальних відносин і встановлення контролю над джерелами стратегічних ресурсів, в результаті якого одні учасники суперництва отримують переваги, необхідні їм для подальшого розвитку, а інші їх втрачають».
Тому вбачається доречним тотожне використання обох термінів, «залежно від контексту конкретного офіційного документа або наукової публікації».
У звіті американської корпорації «Ренд» MR-661-0SD говориться про те, що зміни у суспільно-політичному житті ряду держав, викликані швидкими темпами інформатизації і комп'ютеризації суспільства призводять до перегляду геополітичних поглядів керівництва, до виникнення нових стратегічних інтересів (серед іншого і в інформаційній сфері), наслідком чого є зміна політики, що проводиться цими країнами. Автори підкреслюють, що, враховуючи визначення війни, дане Клаузевіцем («війна — це продовження політики іншими засобами»), глобальні протиріччя потребують нових засобів і методів їх вирішення — стратегічного інформаційного протиборства.
Українське законодавство надавало наступне визначення: «інформаційна війна – форма протиборства між суб'єктами (державами, блоками, партіями тощо), що передбачає інформаційний вплив на населення з використанням засобів масової інформації, комп'ютерних мереж тощо з метою формування відповідної суспільної думки, підриву морального духу як усього суспільства, так і окремих його інституцій». 

## Стратегічне інформаційне протиборство
Суть розуміння процесів ведення стратегічної інформаційної війни відображена в звітах РЕНД, підготовлених 1998 року: MR-963-OSD (The Day After … in the American Strategic Infrastructure) і MR-964-OSD (англ. Strategic Information Warfare Rising). На основі проведених досліджень про роль і місце інформаційної війни, а також аналізу сучасного стану в цій галузі була здійснена спроба прогнозу (з використанням методики «The Day After …») динаміки формування ситуації у світі. Розглядається ряд можливих шляхів розвитку, серед іншого здобуття США володарювання в області ІВ, створення елітарного клубу держав-володарів засобів ІВ та ряду інших. Було також обґрунтовано набір заходів, необхідних для здійснення найближчим часом задля того, щоб досягти бажаного результату в цій сфері в майбутньому.

## Історія розвитку
Відомо, що великомасштабні інформаційні технології, які дістали назву «інформаційних воєн», мають тисячолітню історію.
Вже у Біблії згадано Гедеона, який під час воєн регулярно вдавався до залякування ворога. Одного разу він так залякав супротивника, що той розгубився і вдарив по своїх військах.
Прикладів інформаційного впливу на моральну, духовну стійкість супротивника можна знайти чимало і у древньому Римі, і в епоху феодалізму (боротьба з «єрессю», за «істинну віру» тощо), і в пізніші часи.
Особливого значення інформаційні війни набули у ХХ столітті, коли газети, радіо, а потім і телебачення стали справді засобами масової інформації, а поширювана через них інформація — справді масовою. Уже у 20-х роках США вели радіопередачі на регіони своїх «традиційних інтересів» — країни Латинської Америки, Велика Британія — на свої колонії. Німеччина, яка домагалася перегляду умов Версальського миру — на німців Померанії і Верхньої Сілезії у Польщі, Судетів — у Чехії. Тоді ж, у 30-х роках, інформаційні війни перестають бути додатком до збройних і перетворюються у самостійне явище — як от: німецько-австрійська радіовійна 1933-34 рр. з приводу приєднання Австрії до рейху. Саме тоді з'явилося і набуло поширення поняття «інформаційний агресор».

### Покоління сучасних інформаційних війн
Ключовим поняттям, введеним у звіті MR-964-OSD, є класифікація стратегічної інформаційної війни на перше і друге покоління.
Стратегічна інформаційна війна першого покоління включає основні методи інформаційної війни, що їх США реалізують у наш час[коли?] на державному та військовому рівнях і від яких не мають наміру відмовлятися в доступному для огляду майбутньому.
Разом з тим введено поняття стратегічна ІВ другого покоління. Розвиток і ведення стратегічної інформаційної війни другого покоління, її скоординовані інформаційні операції у перспективі можуть привести до повної відмови від використання військової сили.

## Форми сучасних інформаційних війн
За умов трансформації інформаційної війни будуть змінюватися також її форми.
Так, для інформаційної боротьби першого покоління це:
- вогневе придушення (у воєнний час) елементів інфраструктури державного та військового управління;
- ведення радіоелектронної боротьби;
- одержання розвідувальної інформації шляхом перехоплення й розшифровки інформаційних потоків;
- здійснення несанкціонованого доступу до інформаційних ресурсів з наступною їх фальсифікацією чи викраденням;
- масове подання в інформаційних каналах супротивника чи глобальних мережах дезінформації для впливу на особи, які ухвалюють рішення;
- одержання інформації від перехоплення відкритих джерел інформації.

Інформаційна боротьба другого покоління передбачає:
- створення атмосфери бездуховності й аморальності, негативного відношення до культурної спадщини противника;
- маніпулювання суспільною свідомістю соціальних груп населення країни з метою створення політичної напруженості та хаосу;
- дестабілізація політичних відносин між партіями, об'єднаннями й рухами з метою провокації конфліктів, розпалення недовіри, підозрілості, загострення політичної боротьби, провокування репресій проти опозиції і навіть громадянської війни;
- зниження рівня інформаційного забезпечення органів влади й управління, інспірація помилкових управлінських рішень;
- дезінформація населення про роботу державних органів, підрив їхнього авторитету, дискредитація органів управління;
- підрив міжнародного авторитету держави, його співробітництва з іншими країнами;
- нанесення збитку життєво важливим інтересам держави в політичній, економічній, оборонній та інших сферах.

## Види
- Психологічна війна;
- Кібервійна;
- Мережева війна;
- Ідеологічна диверсія;
- Семантична війна
- Радіоелектронна боротьба, яка може проявлятися такими способами:
  - Телебачення і радіомовлення можуть бути подавлені.
  - Ресурси телебачення і радіомовлення можуть бути захоплені/підкорені для кампанії дезінформації.
  - Мережі комунікацій можуть бути заблоковані або недоступні.
  - Операції фондової біржі можуть саботуватися електронним втручанням, даючи витік чутливої інформації або поширюючи дезінформацію.

Прикладом акту ІВ може бути випадок, коли в 1991 під час війни в затоці, голландські хакери викрали інформацію про пересування американських військ з Міністерства оборони США і пробували продавати її іракцям, які подумали, що це є містифікацією і відмовилися від неї.

## Методи і способи
Американська Військова Авіація має Ескадрони Інформаційної Війни починаючи з 1980-х. Фактично, офіційна місія Американської Військової Авіації є: [потрібна цитата] «Забезпечити суверенний вибір для захисту Сполучених штатів і його глобальних інтересів. Летіти і боротися в Повітрі, Космосі, і Кіберпросторі», з наступним посиланням на його роль в Інформаційній Війні.
Оскільки Військова Авіація часто ризикує літаками і екіпажами літаків, при нападі на стратегічні цілі ворожих комунікацій, віддалено блокуючи такі цілі, використовуючи програмне забезпечення і інші засоби можна забезпечити безпечнішу альтернативу боротьби. Крім того, блокування таких мереж електронним способом також дозволяє їм бути повторно швидко введеними в дію після того, як ворожа територія зайнята. Так само можна діяти з військовими інформаційними одиницями супротивника з метою подальшого використання. Вперше подібні методи використовувалися проти Іракських мереж комунікацій під час першої Війни в Затоці.

## Завдання і мета інформаційної війни
Мета інформаційної війни — послабити моральні і матеріальні сили супротивника або конкурента та посилити власні. Вона передбачає заходи пропагандистського впливу на свідомість людини в ідеологічній та емоційній галузях. Очевидно, що інформаційна війна — складова частина ідеологічної боротьби. Вони не призводять безпосередньо до кровопролиття, руйнувань, при їх веденні немає жертв, ніхто не позбавляється їжі, даху над головою. І це породжує небезпечну безпечність у ставленні до них. Тим часом, руйнування, яких завдають інформаційні війни у суспільній психології, психології особи, за масштабами і за значенням цілком співмірні, а часом і перевищують наслідки збройних воєн.
Головне завдання інформаційних війн полягає в маніпулюванні масами. Мета такої маніпуляції найчастіше полягає у:
- внесенні у суспільну та індивідуальну свідомість ворожих, шкідливих ідей та поглядів;
- дезорієнтації та дезінформації мас;
- послабленні певних переконань, звичаїв, задля виставлення як єдиновірних власних;
- залякуванні свого народу образом ворога;
- залякуванні супротивника своєю могутністю. Нарешті, останнє, але не менш важливе завдання: забезпечення ринку збуту для своєї економіки. У цьому випадку інформаційна війна є складовою частиною конкурентної боротьби.

Система — об'єкт інформаційної операції, може включати будь-який елемент у епістемології супротивника. Епістемологія містить у собі організацію, структуру, методи і достовірність знань. На стратегічному рівні ціль кампанії інформаційної війни — вплинути на рішення супротивника або конкурента, і як наслідок, на його поводження таким чином, щоб він не знав, що на нього впливали. Навіть тоді, коли цієї мети важко досягти, вона все-таки залишається кінцевою метою кампанії на стратегічному рівні. Успішна, хоча і незавершена інформаційна кампанія, проведена на стратегічному рівні, приведе до рішень супротивника (а отже і його дій), що будуть суперечити його намірам чи заважати їхньому виконанню.
Успішна інформаційна кампанія, проведена на оперативному рівні, буде підтримувати стратегічні цілі, впливаючи на можливість ворога ухвалювати рішення оперативно та ефективно. Іншими словами, метою інформаційних атак на операційному рівні є створення таких перешкод процесу ухвалення рішення ворогом, щоб супротивник не міг діяти чи вести війну координовано та ефективно. В інформаційній війні метою є гармонізація дій на оперативному рівні з діями на стратегічному рівні, щоб об'єднані, вони змушували супротивника ухвалювати рішення, які приводили б до дій, що допомагали досягати суб'єктові власних цілей і заважали б супротивнику домагатися виконання своїх.
Щодо цілей атак в інформаційній війні, то чим залежніший супротивник від інформаційних систем при ухваленні рішення, тим більше він уразливий до ворожого маніпулювання цими системами. Програмні віруси впливають тільки на ті системи, у яких є програми.
Чим сучасніше суспільство, тим більше воно покладається на інформацію та засоби її доставки. Сюди відноситься також Інтернет — але це лише вершина цієї інформаційної конструкції. Будь-яка розвинена країна має телефонну, банківську та безліч інших мереж, що керуються комп'ютерами, отже мають властиві для них слабкі місця.
Інформаційна війна — це вже не туманна галузь футурології, а реальна наукова дисципліна, яку вивчають і розробляють. У найбільш широкому сенсі інформаційна війна включає засоби пропаганди.
Генеральна мета інформаційної війни, таким чином, — порушити обмін інформацією в таборі конкурента. Неважко зрозуміти, що цей вид зброї, як правило, взагалі не спрямований на завдання втрат живій силі. У цьому сенсі крива технології вивела, нарешті, до безкровної і в той же час винятково ефективної зброї. Вона знищує не населення, а державний механізм.
Інформаційно-комп'ютерна революція відкриває широкі можливості для впливу на народи та владу, маніпулювання свідомістю та поведінкою людей навіть на віддалених просторах. Беручи до уваги процес глобалізації телекомунікаційних мереж, що відбувається у світі, можливо припустити, що саме інформаційним видам агресії буде наданий пріоритет у майбутньому. Потрібна серйозна увага фахівців різного профілю до цього питання, щоб уникнути найнегативніших наслідків цієї війни для всього людства.

## Інформаційна війна на сучасному етапі
Для боротьби між корпораціями, які є конкурентами на різних ринках використовується промислове шпигунство, яке полягає у зборі інформації щодо свого «супротивника» (майбутні плани, поточні справи, фінансове становище).
Інформаційна зброя принципово відрізняється від інших засобів ведення війни тим, що з її допомогою ведуться неоголошені і, найчастіше, невидимі війни, та що об'єктами впливу є, насамперед, громадські інститути суспільства і держави — економічні, політичні, соціальні, тощо. Крім того, військова стратегія використання інформаційної зброї виявилася тісно пов'язаною із цивільним сектором і стала багато в чому від нього залежати.
Прикладом ІВ на сучасному етапі може бути російсько-грузинський конфлікт 2008 року.

### Російсько-українська війна
Від часу проголошення незалежності України Російська Федерація веде постійну інформаційну війну проти України. Особливо вона була посилена в роки правління проросійського режиму Януковича. На думку деяких оглядачів, від початку агресії Російської Федерації (лютий 2014) російська пропаганда набула форм геббельсівської пропаганди часів Другої світової війни.
У Російській Федерації на всіх рівнях суспільства розгорнута пропаганда війни.
Дослідники американського аналітичного центру RAND зазначають, що щонайменше після війни проти Грузії в 2008 році, Російська пропагандистська машина зазнала істотних змін. Російська пропаганда ефективно скористалась новими каналами для поширення своєї інформації при анексії Криму в 2014 році та під час війни на сході України, інтервенції до Сирії та протистоянні з країнами-членами НАТО. Російська пропаганда дуже інтенсивна та поширюється багатьма каналами і відірвана від реальності. Також російська пропаганда стрімка, безперервна, повторювана, але їй бракує внутрішній узгодженості. Дослідження з експериментальної психології свідчать, що такий підхід може бути досить ефективним. Крім того, саме ті чинники, які роблять подібну модель пропаганди ефективною, ускладнюють протидію, роблять традиційні методи контрпропаганди недієвими.
Іще на початку збройного конфлікту, під час розгортання операції із захоплення та анексії Криму, дослідники Національного інституту стратегічних досліджень України підготували аналітичну записку, в якій зазначили, що: намагання Російської Федерації провести кампанію із введенням збройних сил до АР Крим супроводжувалось діями, які мали всі ознаки підготовленої та продуманої за цілями, заходами та наслідками інформаційно-психологічної спецоперації, скерованої в першу чергу на російську аудиторію, а з іншого боку на українську та західну аудиторію.
Ключовими завданнями цієї спецоперації було:
1. Деморалізація населення України.
2. Деморалізація особового складу збройних сил та силових відомств, а також спонукування їх до державної зради й переходу на бік супротивної сторони.
3. Формування у громадян Росії та України викривленого «медіа бачення» подій, що відбуваються, а не їх дійсних причин та наслідків.
4. Створення вигляду масової підтримки дій РФ з боку населення Південно-Східних регіонів.
5. Психологічна підтримка українських прихильників радикального зближення регіонів Сходу й Півдня України з РФ.

Зазначені завдання реалізувались через майже повний спектр каналів комунікацій, до яких передусім слід віднести:
1. Традиційні ЗМІ.
2. Електронні ЗМІ (телебачення).
3. Інтернет ЗМІ.
4. Соціальні мережі.

При цьому використовувалися усі методи інформаційно-психологічної боротьби — від розміщення тенденційної інформації та напівправди до неприхованої неправди («фейку»).
3 серпня 2016 року було опубліковано архів поштової скриньки співробітниці так званого МДБ "ДНР" Тетяни Єгорової, яка відповідала за роботу з журналістами. Архів містив листування між МДБ "ДНР" та представниками українських та закордонних ЗМІ (телеканал «Інтер», телеканал «Україна», ICTV, Gazeta Wyborcza і багатьох інших) в яких останні узгоджували зміст своїх телесюжетів та публікацій з побажаннями спецслужб "ДНР" та Росії. Окрім того, архів містив докази агентурної роботи спецслужб "ДНР" та Росії в середовищі українських журналістів: зокрема, звіт офіцера так званого МДБ "ДНР" про перебіг операції з вербування журналіста Назарія Наджоги. Перелік журналістів, долучених до листування, збігався із списками акредитованих в "ДНР" журналістів. Таким чином, було підтверджено факт співпраці деяких журналістів зі спецслужбами терористів, який був опублікований центром «Миротворець» раніше.

### На тему Російсько-української війни
Українською
- Лазоренко О. А. Інформаційний складник гібридної війни Російської Федерації проти України: тенденції розвитку // Стратегічні пріоритети. — Національний інститут стратегічних досліджень, 2015. — Т. 36. — ISSN 2306-5664. Архівовано з джерела 19 серпня 2016. Процитовано 15 липня 2016.
- Конах В. К. Сучасні тенденції в захисті національних медіапросторів від російської пропаганди // Стратегічні пріоритети. — Національний інститут стратегічних досліджень, 2016. — Т. 38. — ISSN 2306-5664. Архівовано з джерела 19 серпня 2016. Процитовано 18 липня 2016.
- Ткач В. Ф. Спецпропаганда як інформаційний складник гібридної війни Росії проти України // Стратегічні пріоритети. — Національний інститут стратегічних досліджень, 2016. — Т. 38. — ISSN 2306-5664. Архівовано з джерела 19 серпня 2016. Процитовано 18 липня 2016.
- О. М. Косогов, А. О. Сірик. Завдання захисту національного інформаційного простору за досвідом ведення гібридної війни РФ на Сході України // Системи озброєння і військова техніка.. — 2017. — С. 38-41. — ISSN 2518-1580. Архівовано з джерела 27 жовтня 2017. Процитовано 27 жовтня 2017.
- Курбан О. В. [Архівовано 6 травня 2019 у Wayback Machine.] Медіавіруси та їх використання як інформаційної зброї [Архівовано 21 січня 2022 у Wayback Machine.] // «Наукові записки (Українська академія друкарства)» — 2016, № 1. С. 267–271
- Василь Стругацький. Маніпулятивні практики на тлі гібридної війни. Філософський аналіз. Київ: ФОП Халіков Р.Х., 2018. - 166 с.

Англійською
- Jolanta Darczewska (19 травня 2015). The devil is in the details. Information warfare in the light of Russia's military doctrine. Point of View. Ośrodek Studiów Wschodnich. ISBN 978-83-62936-57-1. Архів оригіналу за 26 вересня 2016. Процитовано 28 грудня 2015.
- Jolanta Darczewska (22 травня 2014). The anatomy of Russian information warfare. The Crimean operation, a case study. Point of View. Ośrodek Studiów Wschodnich. ISBN 978-83-62936-45-8. Архів оригіналу за 12 вересня 2016. Процитовано 28 грудня 2015.
- Katri Pynnöniemi, András Rácz, ред. (10 травня 2015). Fog of Falsehood. Russian Strategy of Deception and the Conflict in Ukraine. FIIA Report. Т. 45. The Finnish Institute of International Affairs. ISBN 978-951-769-486-5. ISSN 2323-5454. Архів оригіналу за 22 червня 2016. Процитовано 22 червня 2016.
- András Rácz (16 червня 2015). Russia’s Hybrid War in Ukraine: Breaking the Enemy’s Ability to Resist. FIIA Report. Т. 43. The Finnish Institute of International Affairs. ISBN 978-951-769-453-7. ISSN 2323-5454. Архів оригіналу за 22 грудня 2016. Процитовано 22 червня 2016.
- Peter Pomerantsev, Michael Weiss (22 жовтня 2014). The Menace of Unreality: How the Kremlin Weaponizes Information, Culture and Money. Institute of Modern Russia. с. 44. Архів оригіналу за 11 грудня 2016. Процитовано 22 червня 2016.
- Maria Snegovaya (2015). Putin's information warfare in Ukraine. Soviet origins of Russia's hybrid warfare (PDF). Russia Report. Т. 1. Institute for the Study of War. Архів оригіналу (PDF) за 24 березня 2022. Процитовано 19 травня 2022.
- Christopher Paul, Miriam Matthews (2016). The Russian "Firehose of Falsehood" Propaganda Model. Perspectives. RAND Corporation. с. 16. doi:10.7249/PE198. Архів оригіналу за 27 листопада 2016. Процитовано 15 липня 2016.